# Rostgumpad gräsfågel
För fågelarten Graminicola bengalensis, se indisk grästimalia.
Rostlärksångare (Cincloramphus mathewsi) är en fågel i familjen gräsfåglar inom ordningen tättingar.

## Utbredning och systematik
Fågeln förekommer i Australien (förutom Kap Yorkhalvön och inre Western Australia). Den behandlas som monotypisk, det vill säga att den inte delas in i några underarter.

### Släktestillhörighet
Traditionellt placerades fågeln tillsammans med sotgräsfågel, tidigare brun lärksångare, i släktet Cincloramphus. DNA-studier från 2011 visade dels att de båda arterna inte är varandras närmaste släktingar, dels att de står nära flera arter traditionellt placerade i Megalurus, dock med osäkerhet kring placeringen för typarten i Megalurus, strimgräsfågeln. Detta tolkades på olika sätt av olika taxonomiska auktoriteter: vissa förde mathewsi med släktingar trots allt till Megalurus, medan andra begränsade Megalurus till strimgräsfågeln och förde istället fler arter till Cincloramphus, som har prioritet.
Senare DNA-studier från 2018 visar att det senare mer korrekt återspeglar släktskapet, eftersom strimgräsfågeln visats sig stå närmare diverse afrikanska gräsfåglar i bland annat släktet Bradypterus.

## Status
Arten har ett stort utbredningsområde och beståndet anses vara stabilt. Internationella naturvårdsunionen IUCN listar den därför som livskraftig (LC).

## Namn
Notera att arten med det nuvarande svenska trivialnamnet indisk grästimalia tidigare kallades rostgumpad gräsfågel.

## Bilder

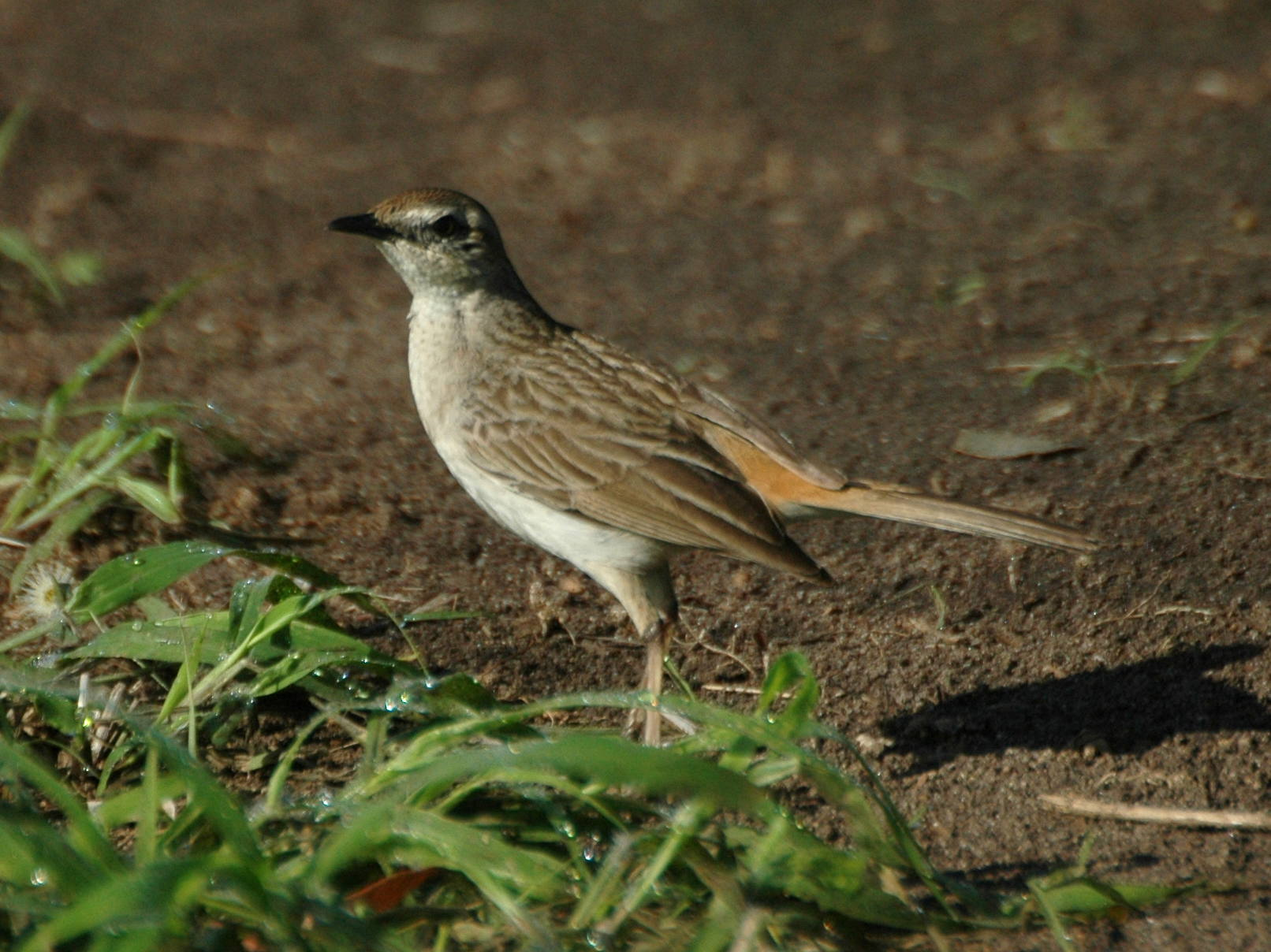
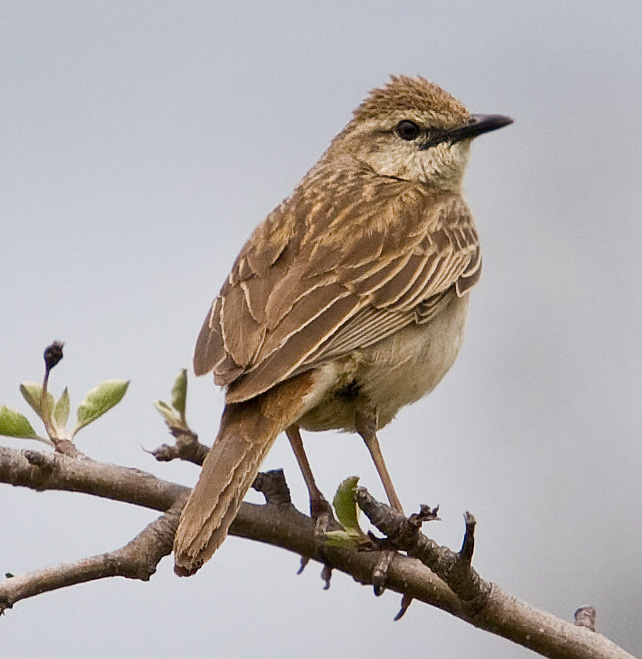